# Kroatische Davis-Cup-Mannschaft
Die kroatische Davis-Cup-Mannschaft ist die Tennisnationalmannschaft Kroatiens. Der Davis Cup ist der wichtigste Wettbewerb für Nationalmannschaften im Herren-Tennis, analog zum Fed Cup bei den Damen.

## Geschichte
1993 nahm Kroatien erstmals als eigenständige Mannschaft am Davis Cup teil. Manche Spieler hatten zuvor schon für das Team Jugoslawiens gespielt. Im Jahr 2005 gelang es Kroatien als erstes ungesetztes Team den Davis Cup zu gewinnen. Im Endspiel in Bratislava setzte sich die Mannschaft knapp mit 3:2 gegen Gastgeber Slowakei durch. 2018 folgte der zweite Titelgewinn. Mit 3:1 besiegte Kroatien Frankreich.

## Bisherige Kapitäne
- Bruno Orešar (1993–1994)
- Željko Franulović (1994–1997)
- Goran Prpić (1997–2001)
- Nikola Pilić (2001–2005)
- Ivan Ljubičić (2006)
- Goran Prpić (2007–2011)
- Željko Krajan (2012–2019)
- Vedran Martić (2020–2023)
- Velimir Zovko (2024–)

## Finalteilnahmen
Die Ergebnisse der Finalteilnahmen werden aus kroatischer Sicht angegeben.
| Jahr | Finalort          | Finalgegner | Ergebnis |
| ---- | ----------------- | ----------- | -------- |
| 2005 | Bratislava        | Slowakei    | 3:2      |
| 2016 | Zagreb            | Argentinien | 2:3      |
| 2018 | Villeneuve-d’Ascq | Frankreich  | 3:1      |